# Abd Allah Muhammad Szaban Muhammad
Abd Allah Muhammad Szaban Muhammad (Szaban) (arab. عبدالله محمد شعبان محمد; ur. 15 stycznia 2002) – egipski zapaśnik walczący w stylu klasycznym. Złoty medalista mistrzostw Afryki w 2022. Mistrz Afryki juniorów w 2022 i kadetów w 2018 i 2019. Piąty na igrzyskach olimpijskich młodzieży w 2018. Wygrał mistrzostwa arabskie w 2021 i trzeci w 2022 roku.